# Catapulta (banda)
Catapulta foi uma banda brasileira de rock que mesclava elementos da capoeira e do candomblé, ao peso do metal, formada em 1995 em Salvador, na Bahia. 

## Biografia
Motivados pelo regionalismo do estilo mangue beat de Chico Science, Nação Zumbi e Mundo Livre S/A, a banda Catapulta lançou seu primeiro álbum homônimo no ano de 1997, pela gravadora Roadrunner Records, tendo a assinatura de Carlos Eduardo Miranda na produção e gravado e mixado por Beto Machado. As músicas Puêra, Marcar esse esquema, Tái do mêi e a versão para Retirantes de Dorival Caymmi e Jorge Amado, foram os destaques do disco que levaram a Catapulta à grande mídia, chegando assim ao extinto Top 20 Brasil e consequentemente a uma indicação ao MTV Video Music Brasil de 1997, como melhor clipe de banda revelação com a música Puêra.   
Após um tempo afastada da mídia, problemas com o antigo empresário e com a gravadora Roadrunner Records, a banda retornou em 2002 com o álbum 2° Versão, lançado pelo selo independente Ramax de Elba Ramalho.
Atualmente a banda se encontra em hiato. Anjo Caldas acompanha Elba Ramalho como percussionista em seus atuais shows e turnês.

## Discografia
- Catapulta - (1997)
- 2° Versão - (2002)

## VMB
| Ano  | Prêmio | Categoria       | Resultado |
| ---- | ------ | --------------- | --------- |
| 1997 | VMB    | Banda Revelação | Indicado  |